# Kópnino (Sóbinka)
|  | Per a altres significats, vegeu «Kópnino». |

Kópnino (en rus: Копнино) és un poble de l'óblast de Vladímir, a Rússia, segons el cens del 2010 tenia 134 habitants. Pertany al districte municipal de Sóbinka.